# Joe Smooth
Joe Smooth, nom de scène de Joseph Lorenzo Jr. Welbon, est un disc jockey et producteur américain de house music.

## Biographie

### Débuts
Smooth, musicien autodidacte, commence à créer de la musique originale à l'âge de 12 ans. Durant son adolescence, il commence à se faire un nom en tant que DJ dans la scène house underground de Chicago. Il est crédité comme essentiel à la création de musique house en tant que genre et à la renaissance de la culture qui l'entoure. Durant les années 1980, il devient un DJ essentiel pour tout club viable à Chicago.

### Consécration
Smooth acquiert une renommée internationale avec la sortie de ses titres suivants à la fin des années 1980 Promised Land (avec Anthony Thomas), They Want to Be Free et I Try. Il est surtout connu pour Promised Land, qui parle de la façon dont les humains, en tant que frères et sœurs, devraient s'unir dans l'amour et prospérer au paradis. La chanson de Joe Smooth est couverte plusieurs fois. Promised Land, Sorti à l'origine en 1987, il atteint la 56e place du UK Singles Chart en février 1989, après le succès du Top 40 d'une version de couverture de The Style Council. Un album devient disponible en 1988, et un clip est produit pour le single. Un autre album, Rejoice, sorti en 1990, et celui-ci comporte le tube They Want to Be Free.
Smooth aide à influencer une décennie d'éléments de house et dance dans la pop traditionnelle tout au long des années 1990. Au début du nouveau millénaire, il est sollicité pour travailler avec de nombreuses icônes de genre pop, RnB et autres, telles que Destiny's Child, Whitney Houston, Pet Shop Boys, D'Bora et Sisqó. Il lance ensuite son propre label discographique, Indie Art Music. Le label annonce une chanson à venir avec Benny Benassi et d'autres producteurs et artistes remarquables. Indie Art Music a pour but de créer de la musique traditionnelle dans tous les genres, avec la possibilité de distribuer, de commercialiser, de publier et de produire au sein d'une même entreprise. Alors que l'accent est mis sur les principaux domaines de l'industrie, Indie Art Music développe et travaille actuellement avec de nouveaux artistes comme Amy DB (de Chicago), et Greg Tanoose (d'Austin), entre autres. Il continue de travailler avec son label en tant que PDG, manager et producteur exécutif, tout en continuant à diffuser sa propre musique.
En octobre 2004, le titre Promised Land est intégrée dans la bande-son du jeu vidéo Grand Theft Auto: San Andreas. Elle peut y être écoutée sur la station de radio SF-UR.

### Suites
En 2023, il forme un partenariat avec la société de gestion Angel Artists de Michael Hague (Goldie, Foxy Brown, Tyra Banks, Tyree, Mark Picchiotti, Man Parrish, Bobby « O », Beatmasters, The Grid ainsi que plusieurs artistes récompensés par des Oscars, des Grammy et des Brit Awards), formant ainsi la société de gestion d'artistes et de musique I. A.M Management qui représente et travaille avec une pléthore d'artistes aux côtés de divers producteurs et artistes récompensés par des Grammy.

## Discographie

### Albums studio
- 1989 : Promised Land (21e place en Suisse et 5e place au Royaume-Uni[3],[4]
- 1990 : Rejoice

### EP
- 1989 : They Want to Be Free / Let the Music Take Control (EP promo)
- 1997 : Disco Acid EP Vol. 1
- 1998 : Disco Acid EP Vol. 2
- 1999 : Save the Children E. P.
- 1999 : Disco Acid EP Vol. 3
- 2003 : Disco Acid EP Vol. 4
- 2004 : Disco Acid EP Vol. 5

### Singles
- 1987 : The Promised Land (Joe Smooth Inc. feat. Anthony Thomas)
- 1987 : Full House – The Promised Land / I Remember (Joe Smooth Inc. feat. Anthony Thomas ; promo)
- 1987 : Goin' Down (Joe Smooth Inc. feat. Anthony Thomas)
- 1988 : I'll Be There (feat. Mikkhiel)
- 1988 : Rejoice
- 1989 : They Want to Be Free
- 1989 : Can't Fake the Feeling
- 1990 : I’m Not Givin' Up / One Moment in Love
- 1993 : Untitled (white label)
- 1995 : Promised Land ('95 Remixes)
- 1996 : Back Home (Tommy Musto Remixes)
- 1996 : He’ll Lift You Up (double vinyle)
- 1997 : Remixes
- 1998 : I Made It Over (Tanya Louise vs. Joe Smooth)
- 1998 : Promised Land (r98 Remixes)
- 2004 : Alternative 3
- 2004 : Alternative 3: 4 Different Mixes
- 2004 : Promised Land
- 2005 : Promised Milkshake (Joe Smooth and Mixmaster Luke)
- 2008 : Promised Milkshake (7 pistes)
- 2009 : Promised Milkshake (Skreatch vs. Joe Smooth)
- 2010 : (Take Me To) the Promised Land